# Paša Parfeny
Pavel „Paša“ Parfeny (* 30. května 1986 Orhei, Moldavská SSR) je moldavský zpěvák. Dvakrát reprezentoval Moldavsko na Eurovision Song Contest – poprvé v roce 2012 v Baku s písní „Lăutar“ skončil na 11. místě, podruhé v roce  2023 v  Liverpoolu s písní „Soarele și luna“ skončil na 18. místě. Byl také znám jako bývalý leader moldavské skupiny SunStroke Project.

## Biografie
Paša se narodil ve městě Orhei, v bývalé Moldavské SSR. Byl obklopen hudbou už od útlého věku. Jeho matka učila hru na klavír v místní škole, zatímco jeho otec byl zpěvák a kytarista.
Mezitím ve městě Orhei studoval hru na piáno a v roce 2002 se zapsal na tiraspolskou hudební kolej, kde získal více zkušeností s hlasem. V roce 2006 pokračoval v hudebním studiu na Státní akademii hudby, divadla a výtvarného umění.

## Hudební kariéra

### SunStroke Project
V roce 2008 se připojil ke skupině SunStroke Project. Anton Ragoza a Sergej Stepanov tehdy potřebovali zpěváka.
V roce 2009 se skupina účastnila moldavského národního kola na Eurovision Song Contest 2009, kde se umístili třetí s písní „No Crime“, kterou napsal a složil. Ve stejném roce skupinu SunStroke Project opustil, aby se mohl věnovat sólové kariéře. Po vypršení smlouvy byl nahrazen Sergejem Ialovețčem.

### Soutěže
Jako sólový umělec se Paša účastnil a vyhrál nespočet soutěží a hudebních festivalů. Vyhrál na festivalu George Grigoriu International Pop Music (2009), kde byl hlavní cenou Volkswagen Passat.
O pár měsíců později v červenci se umístil druhý na Slovanském bazaru, a to s písněmi „Svecia Gorela“, „Dac-ai Fi“ a „We Are the Champions“. I když nezvítězil, tak získal peněžní částku, která je ekvivalentem 6 000 USD.
Ve stejném roce se zúčastnil soutěže Mamaia Contest v Rumunsku, kde zvítězil s písní „You Do Not See The Sky“, kterou složil Andrew Tudor.
Také se zúčastnil festivalu Zlatý jelen (2009), odkud si ale první cenu neodvezl.

### Eurovision Song Contest
V roce 2010 Paša opět vystoupil v moldavském národním kole na Eurovision Song Contest, ale tentokrát jako sólový zpěvák. Umístil se druhý se svou písní „You Should Like“, ale byl poražen svou bývalou skupinou spolu s Oliou Tirou.
V roce 2011 se mu opět nepodařilo reprezentovat Moldavsko na Eurovision Song Contest. Umístil se třetí v národním kole s písní „Dorule“.
V roce 2012 konečně vyhrál národní kolo a reprezentoval svou zemi na Eurovision Song Contest. Píseň „Lăutar“ byla napsána Pašou Parfenym ve spolupráci s Alexem Brașoveanuem. Na Eurovision Song Contest se umístil v semifinále na 5. pozici a ve finále na čísle 11.
Pro Eurovision Song Contest 2013 v Malmö Paša složil píseň „A Million“ pro Alionu Moon v moldavském národním výběru. Aliona byla jednou z vokalistek Paši na Eurovision Song Contest 2012. Píseň vyhrála a reprezentovala Moldavsko na Eurovision Song Contest 2013, přičemž Paša ji na pódiu doprovázel na piáno.
V roce 2023 se opět zúčastnil národního výběru, který vyhrál s písní „Soarele și luna“ a mohl tak reprezentovat Moldavsko na Eurovision Song Contest 2023 v Liverpoolu. Ve finále skončil na 18. místě.